# Hugo Becker (Cellist)

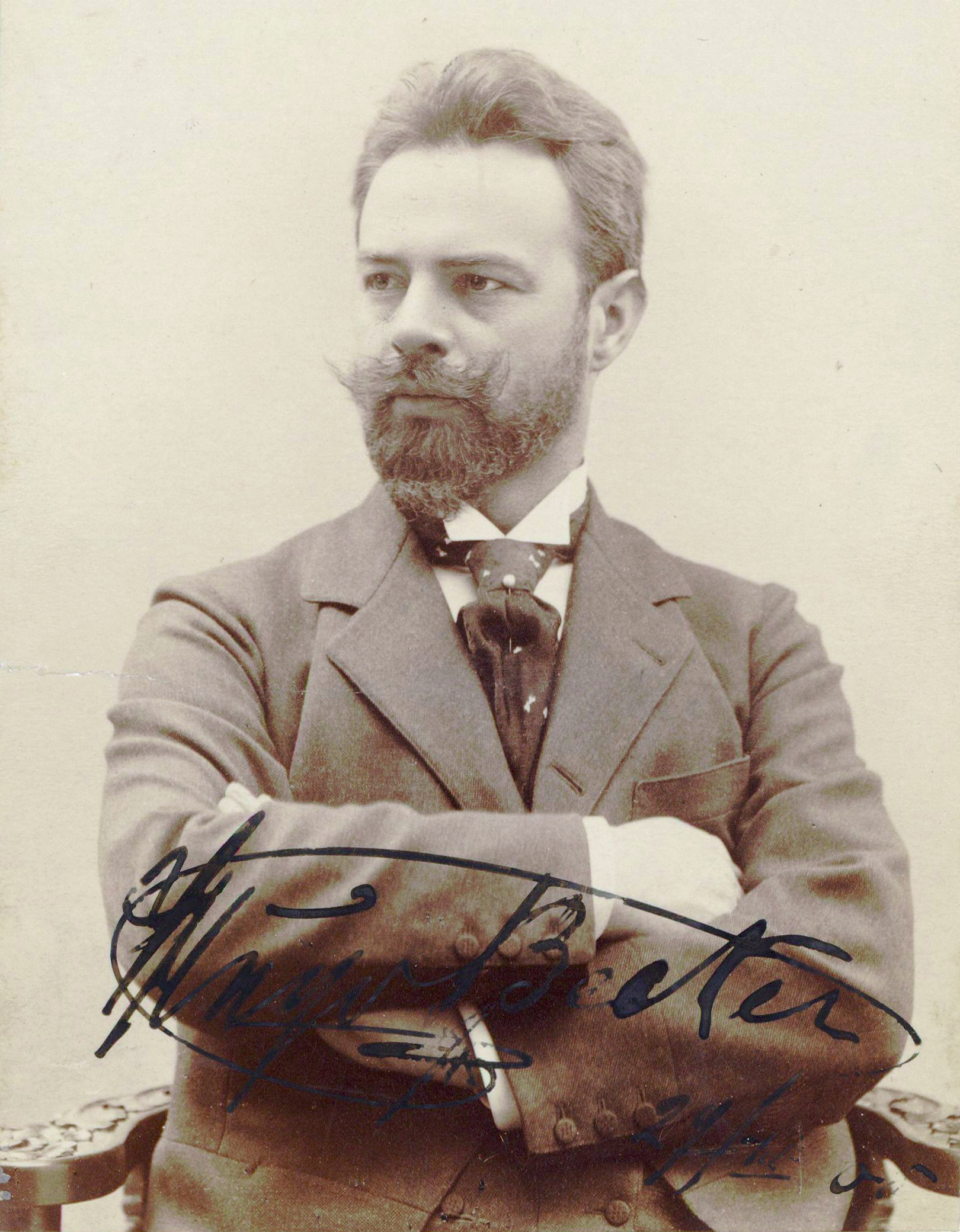
Hugo Becker, um 1900, Fotografie, Bibliothèque nationale de France

Hugo Becker (* 13. Februar 1863 in Straßburg; † 30. Juli 1941 in München-Harlaching) war ein deutscher Cellist, Cellolehrer und Komponist.

## Leben
Becker erhielt Violin-, später Cellounterricht bei seinem Vater Jean Becker und war bereits mit fünfzehn Jahren Cellist am Mannheimer Hoforchester. Er studierte bei Alfredo Piatti, Jules De Swert und in Dresden bei Friedrich Grützmacher. Ab 1884 war er Solocellist am Theaterorchester in Frankfurt am Main und Cellolehrer am Hoch’schen Konservatorium. Zu seinen dortigen Kollegen gehörte Clara Schumann.
Daneben unternahm er auch Konzertreisen, unter anderem durch die USA, und spielte in einem Klaviertrio mit Eugène Ysaÿe und Ferruccio Busoni, später auch mit Carl Flesch und Artur Schnabel.
Becker spielte mehrere Violoncelli von Antonio Stradivari, von denen eines (1719, früher Duke of Marlborough), das er bis 1923 spielte, heute nach ihm benannt ist. Ein anderes, das er 1885–1894 spielte, befand sich zuvor im Besitz der Cellistin Lise Cristiani.
Neben einer Suite komponierte er ein Cellokonzert und Werke für Cello mit Klavierbegleitung. Zu seinen Schülern zählten Enrico Mainardi, Paul Grümmer, Beatrice Harrison, Gregor Piatigorsky und Herbert Walenn.

## Werke
- Andante religioso
- Drei Stücke für Violoncell mit Piano-Begleitung
- Scènes d'amour, Duo
- Deux Morceaux: Romance, Duo
- Deux Morceaux: Valse gracieuse, Duo
- Cellokonzert A-Dur
- Aus dem Leben des Waldschrat, Suite
- Mechanik und Aesthetik des Violoncellspiels; zusammen mit Dago Rynar